# Мирослав Поляк
Мирослав Поляк (3 вересня 1944 — 2 листопада 2015) — югославський ватерполіст.
Олімпійський чемпіон 1968 року.